# Spectre de l'église Saint-Martin
Le spectre de l'église Saint-Martin est une créature légendaire qui serait apparue à Pont-à-Mousson en 1623.

## Description
Un incendie ravage l'une des tours de l'église Saint-Martin en l'année 1623 ; la légende raconte qu'au milieu du brasier, le spectre furieux de l'ancien prieur des Antonistes serait apparu, lançant des imprécations sur la foule rassemblée. Lui-même aurait provoqué l'incendie pour se venger des pères Jésuites, qui avaient eu l'audace de déplacer les restes des moines enterrés dans l'église. Après l'extinction des flammes, la lueur d'un flambeau aurait été vue, faisant le tour du bâtiment.
Si l'événement incendiaire est bien attesté, ses causes sont inconnues et l'esprit vengeur n'a plus refait parler de lui. Cet épisode est notamment relaté dans l'album de bande dessinée Albéric chez les Mussipontains

## Contexte historique
Cette légende est liée au changement survenu dans la possession de la chapelle Saint-Martin, auparavant confiée à l'ordre de Saint-Antoine, devenue chapelle de l'université de Pont-à-Mousson (fondée en 1572), et donc confiée aux Jésuites. La date de l'incendie, quelques 50 ans après l'arrivée des nouveaux maîtres, témoigne des difficultés d'installation des Jésuites, exprimées ici dans l'imaginaire populaire.